# Puddletown
Puddletown – wieś w Anglii, w hrabstwie Dorset, w dystrykcie (unitary authority) Dorset. Leży 9 km na północny wschód od miasta Dorchester i 177 km na południowy zachód od Londynu. Miejscowość liczy 1177 mieszkańców.